# Lijst van prefecten voor Bevordering van de Gehele Menselijke Ontwikkeling

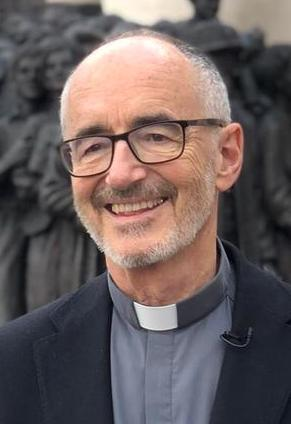
Michael Czerny, prefect van de dicasterie

Onderstaand volgt een lijst van prefecten van de Dicasterie voor de Bevordering van de Gehele Menselijke Ontwikkeling, een orgaan van de Romeinse Curie. 
| Prefect      | Prefect             |
| ------------ | ------------------- |
| 2016 - 2021  | Peter Turkson       |
| 2022 - heden | Michael Czerny S.J. |